# Joe R. Feagin

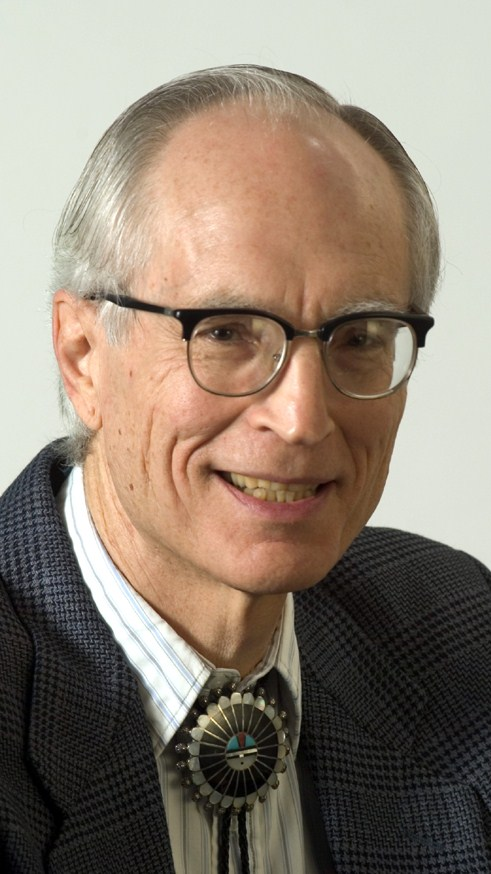
Joe R. Feagin

Joe R. Feagin (* 6. Mai 1938 in San Angelo) ist ein US-amerikanischer Soziologe und emeritierter Professor der Texas A&M University. Er amtierte 2000 als Präsident der American Sociological Association (ASA). Er wurde durch seine kritischen Beiträge zur Rassismus-Forschung bekannt. Sein gemeinsam mit Harlan Hahn verfasstes Buch Ghetto Revolts (1973) wurde für den Pulitzer-Preis nominiert.
Feagin machte seine Bachelor-Examen (Geschichte und Philosophie) 1960 an der Baylor University und 1962 an der Harvard University (Social Ethics), wo er 1966 zum Ph.D. promoviert wurde. Als Professor für Soziologie  lehrte er von 1975 bis 1990 an der University of Texas at Austin, von 1990 bis 2004 war er Forschungsprofessor an der University of Florida und seit 2004 ist er Ella C. McFadden Professor an der Texas A&M University.

## Schriften (Auswahl)
- The white racial frame. Centuries of racial framing and counter-framing. 3. Auflage, Routledge, New York 2020, ISBN 978-0-36737-347-4.
- White party, White government. Race, class, and U.S. politics. Routledge, New York 2012, ISBN 978-0-41588-982-7.
- Social problems. A critical power-conflict perspective. 6. Auflage, Pearson Prentice Hall, Upper Saddle River 2006, ISBN 013099927X.
- Systemic racism. A theory of oppression. Routledge, New York 2006, ISBN 0415952778.
- The urban real estate game. Playing Monopoly with real money. Prentice-Hall, Englewood Cliffs 1983, ISBN 0139377891.
- Mit Harlan Hahn: Ghetto revolts. The politics of violence in American cities. Macmillan, New York 1973.